# 大塚刷毛ラグビー部
大塚刷毛ラグビー部（おおつかはけラグビーぶ、アルファベット表記：Ohtsuka Brush Rugby Football Club）は、2023年現在トップイーストリーグCグループに所属する大塚刷毛製造のラグビーユニオンチーム。1979年に創部。

## 概要
- 2016年までは関東社会人リーグ1部に一番長く所属するチームであったが、2017-2018シーズンより上位リーグのトップイーストリーグDiv.2に昇格した。

## リーグ戦戦績
- 1999-2000 関東社会人リーグ2部Cブロック 優勝（6勝）
- 2000-2001 関東社会人リーグ2部Cブロック 優勝（7勝）、関東社会人リーグ1部へ昇格
- 2001-2002 関東社会人リーグ1部Aグループ 8位（7敗）
- 2002-2003 関東社会人リーグ1部Bグループ 7位（1勝6敗）
- 2003-2004 関東社会人リーグ1部 4位（5勝4敗）
- 2004-2005 関東社会人リーグ1部 6位（3勝6敗）
- 2005-2006 関東社会人リーグ1部 6位（4勝5敗）
- 2006-2007 関東社会人リーグ1部 5位（5勝4敗1分）
- 2007-2008 関東社会人リーグ1部 5位（5勝4敗1分）
- 2008-2009 関東社会人リーグ1部 8位（5勝6敗）
- 2009-2010 関東社会人リーグ1部 9位（3勝7敗1分）
- 2010-2011 関東社会人リーグ1部 8位（3勝7敗）
- 2011-2012 関東社会人リーグ1部 5位（3勝4敗）
- 2012-2013 関東社会人リーグ1部 5位（4勝3敗）
- 2013-2014 関東社会人リーグ1部 準優勝（6勝1敗）、順位決定戦の結果、関東社会人リーグ1部残留
- 2014-2015 関東社会人リーグ1部 3位（3勝4敗）
- 2015-2016 関東社会人リーグ1部 4位（3勝4敗）
- 2016-2017 関東社会人リーグ1部 3位（4勝3敗）、トップイーストリーグDiv.2昇格[2]
- 2017-2018 トップイーストリーグDiv.2 8位（8敗）、順位決定戦：1位、トップイーストリーグDiv.2残留
- 2018-2019 トップイーストリーグDiv.2 6位（2勝5敗）
- 2019-2020 トップイーストリーグDiv.2 6位（2勝5敗）、リーグ再編に伴いトップイーストリーグCグループへ参入[3]
- 2020-2021 リーグ戦中止
- 2021-2022 トップイーストリーグCグループ 4位（3勝4敗）
- 2022-2023 トップイーストリーグCグループ 2位（4勝3敗）、入替戦：敗戦、トップイーストリーグCグループ残留
- 2023-2024 トップイーストリーグCグループ 2位（5勝2敗）、入替戦：敗戦、トップイーストリーグBグループ昇格[4]
- 2024-2025 トップイーストリーグBグループ 5位（1勝7敗）、入替戦：勝利、トップイーストリーグBグループ残留

## 所属選手(2020-2021)
- 主将　佐藤一樹

| ポジション | 選手名     | 出身校     | 代表 キャップ |
| ---------- | ---------- | ---------- | ------------- |
| PR         | 平野宏和   | 流通経済大 |               |
| PR         | 草間栄吾   | 法政大     |               |
| PR         | 佐伯郁哉   | 帝京大     |               |
| PR         | 加藤貢明   | 玉川大     |               |
| PR         | 久保仁     | 福岡工業高 |               |
| PR         | 奈良洋     | 東海大     |               |
| HO         | 舘澤徹士   | 東洋大     |               |
| LO         | 坂田龍     | 日本大     |               |
| LO         | 湯澤道人   | 大東文化大 |               |
| LO         | 古市健     | 東海大     |               |
| FL         | 大久保拓磨 | 帝京大     |               |
| FL         | 田邊和希   | 専修大     |               |
| FL         | 篠原祥太   | 大東文化大 |               |
| FL         | 吉尾凌平   | 東洋大     |               |
| No.8       | 清水昇     | 拓殖大     |               |
| No.8       | 久保佑太   | 帝京大     |               |
| No.8       | 野沢涼介   | 帝京大     |               |

| ポジション | 選手名     | 出身校     | 代表 キャップ |
| ---------- | ---------- | ---------- | ------------- |
| SH         | 山口竜平   | 帝京大     |               |
| SH         | 小柳智嗣   | 東海大     |               |
| SO         | 瀧川弘悦   | 大東文化大 |               |
| SO         | 堤恵士     | 東京都市大 |               |
| SO         | 北田光司   | 専修大     |               |
| WTB        | 佐藤龍一   | 國學院大   |               |
| WTB        | 今西裕     | 近畿大     |               |
| WTB        | 根岸勇允   | 大東文化大 |               |
| CTB        | 渡邊拓馬   | 法政大     |               |
| CTB        | 保坂純平   | 帝京大     |               |
| CTB        | 古市敦也   | 駿河台大   |               |
| CTB        | 吉岡吾朗   | 青山学院大 |               |
| CTB        | 安藤佑馬   | 帝京大     |               |
| CTB        | 山根雄矢   | 法政大     |               |
| FB         | 慈父田大生 | 國學院大   |               |
| FB         | 吉田悠太   | 城西大     |               |